# Club astronave
Club astronave è un singolo della cantautrice italiana Paola Iezzi, pubblicato il 6 dicembre 2024.

## Descrizione
La cantante ha spiegato il significato della canzone, descrivendola come un viaggio che non è solo fisico, ma anche emotivo, alla ricerca di un senso e di un legame speciale. L'immagine dell'astronave funge da metafora per rappresentare questo percorso, che unisce dimensione fisica e emotiva. Paola Iezzi ha aggiunto che la musica diventa uno strumento per liberarsi, affrontare le emozioni e staccarsi temporaneamente dalla realtà, pur facendo ritorno a essa ogni tanto con un accenno di malinconia.

## Promozione
Il brano è stato presentato in anteprima il 5 dicembre 2024 durante la puntata finale di X Factor.

## Video musicale
Il video musicale, diretto da Paolo Santambrogio, è stato pubblicato il 10 dicembre 2024 attraverso il canale YouTube della cantautrice.

## Tracce
Testi e musiche di Alessandro Gemelli, Antonio Caputo, Danilo Cortellino, Gabriel Rossi, Lorenzo Santarelli, Marco Salvaderi, Paola Iezzi e Simone Giacomini.
1. Club astronave – 3:24